# Lago Abichan
Abichan (russo: О́зеро Абушкан (Абышкан, Abychkan)) é o nome atribuído a vastos lagos, levemente salgados, da Rússia Asiática, no oblast de Novosibirsk.